# Горбачов Костянтин Миколайович
Костянти́н Микола́йович Горбачо́в — майор Збройних сил України.
Станом на лютий 2017-го — викладач, Національний університет оборони України.

## Нагороди
За особисту мужність і героїзм, виявлені у захисті державного суверенітету та територіальної цілісності України, вірність військовій присязі під час російсько-української війни, відзначений — нагороджений
- 27 червня 2015 року — орденом Богдана Хмельницького III ступеня.